# Guntagola, Lingsugur
Guntagola là một làng thuộc tehsil Lingsugur, huyện Raichur, bang Karnataka, Ấn Độ.